# Lepra-archief van Bergen

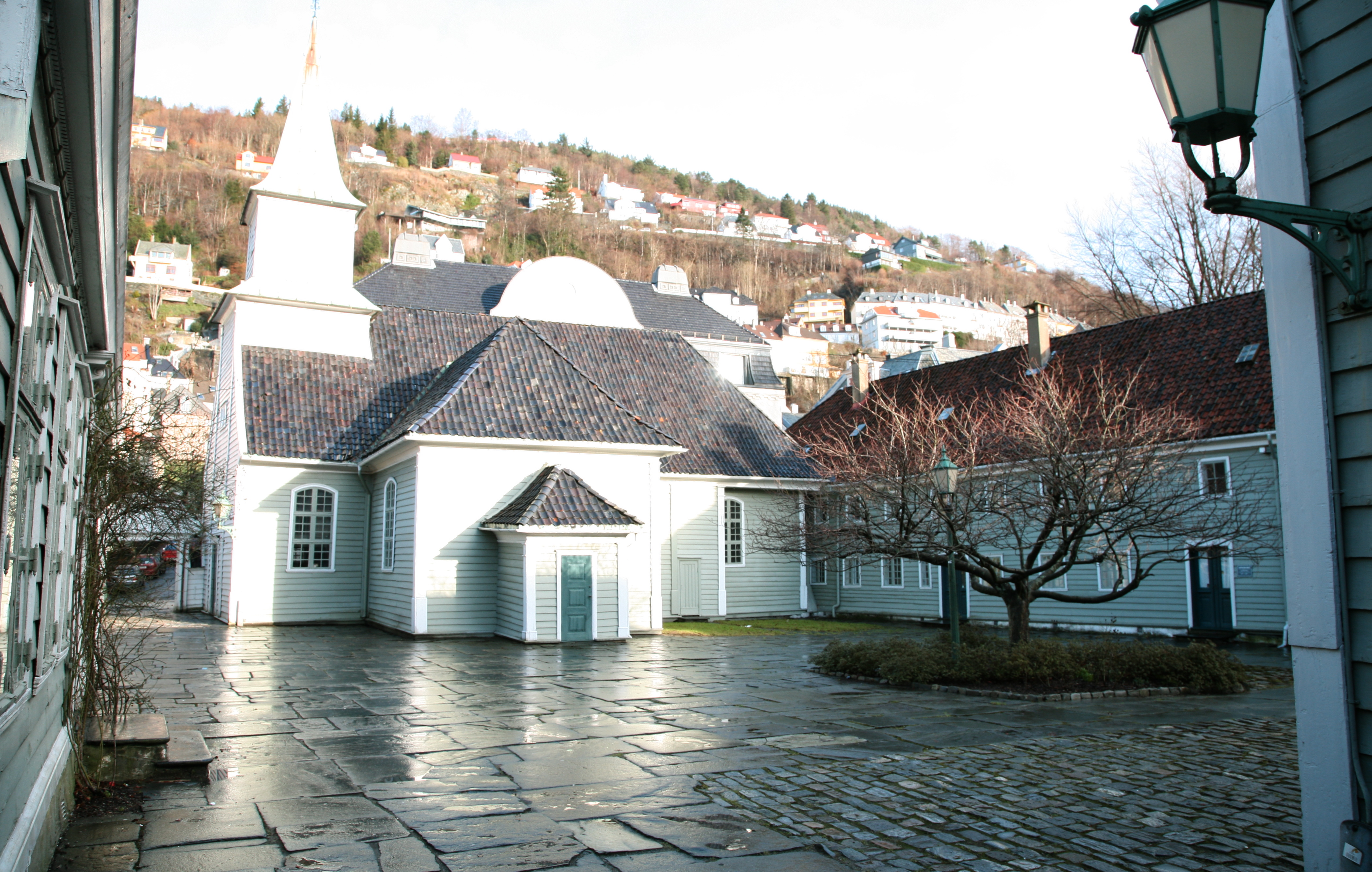
Het lepramuseum in Bergen

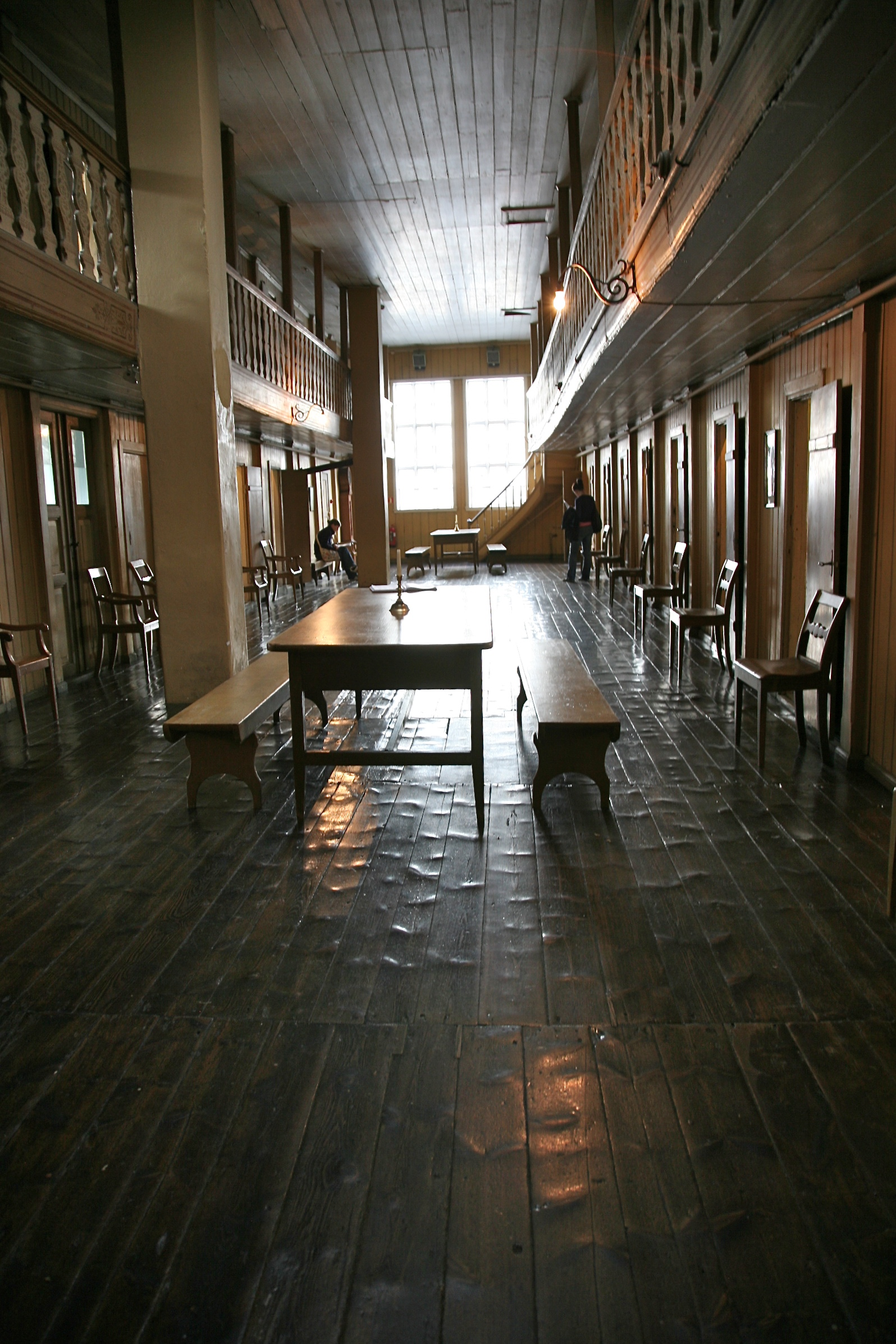
Binnen in het lepramuseum

Het lepra-archief van Bergen is het eerste nationale patiëntenregister ter wereld voor één bepaalde ziekte, namelijk lepra. Het archief biedt een blik op de sociale en geneeskundige geschiedenis van de ziekte en toont hoe het bijdroeg tot het ontdekken van de oorzaken ervan. Het archief is verbonden met de Noorse stad Bergen, waar in de 19e eeuw een uitbraak van lepra plaatsvond, en wordt bewaard in het regionaal en stedelijk archief in de stad. Het documentair erfgoed is volgens de Unesco nog steeds van internationaal wetenschappelijk belang en verdient daarom om bewaard en verder verspreid te worden. In 2001 werd het toegevoegd aan de Werelderfgoedlijst voor documenten van de Unesco.

## Achtergrond
Lepra was vrijwel uitgeroeid in Europa aan het einde van de 17e eeuw. Enkel in Noorwegen en IJsland kwam de ziekte nog voor. Toen in de 19e eeuw het aantal infecties weer toenam, besliste de Noorse regering in 1854 om een lepracommissaris aan te stellen. In 1856 werd een lepraregister geopend. De stad Bergen werd het centrum van het lepraonderzoek omdat zich daar het grootste aantal lepralijders bevond. In 1873 ontdekte de Noorse arts Gerhard Henrik Armauer Hansen er de Mycobacterium leprae, de verwekker van de ziekte. Tot dan toe werd aangenomen dat lepra een erfelijke ziekte was. De laatste lepra-afdeling in Noorwegen werd gesloten in de jaren 1870.

## Inhoud van het erfgoed
Het documentair erfgoed bestaat uit de documenten van de lepracommissaris, het nationale lepraregister en documenten van de drie belangrijkste lepraziekenhuizen. Het archief omvat administratieve documenten (vb. inspectierapporten, brieven, inventarissen van instrumenten, uitrusting en meubilair), medische rapporten (vb. dagboeken van patiënten, autopsierapporten) en financiële documenten. Ook de illustraties in de documenten zijn van grote interesse. Zij zijn gemaakt door Noorse artiesten, vb. Johan Ludvig Losting, en hebben zowel een wetenschappelijke als een artistiek waarde.
Het lepraregister is in de jaren 70 van de 20e eeuw gedigitaliseerd en omvat 8231 patiënten. Omdat het de enige bron met data is die vanuit epidemiologisch standpunt de teruggang en verdwijning van lepra in een land beschrijft, zijn en worden de documenten nog steeds gebruikt voor wetenschappelijk onderzoek.
Het archief overstijgt het lokale en landelijke niveau. Hoewel het gaat over leprapatiënten in Noorwegen, is het relevant voor deze groep in het algemeen. Het archief getuigt van de wetenschappelijke doorbraak in het begrijpen en beschrijven van lepra op wereldniveau. Het toont de invloed die de research heeft gehad op wetenschappelijk onderzoek en op zorg in het algemeen, en niet alleen specifiek voor lepra. Het archief heeft ook aandacht voor sociale geschiedenis die met armoede te maken heeft (vb. voeding, huisvesting, gezondheid).